# هوستون فرينش
هوستون فرينش (بالإنجليزية: Houston French)‏ هو عسكري جنوب أفريقي، ولد في 27 مارس 1853، وتوفي في 11 يونيو 1932.